# 迪拜海天阁
迪拜海天阁（英語：Ocean Heights），是一座位于阿联酋迪拜玛丽娜的一座超高层摩天大楼。该塔高310米，共83层。这座塔由Aedas的Andrew Bromberg设计的。该建筑于2009 年12月22日封顶，并于2010年竣工。目前，海天阁是世界上第五高公寓，也是迪拜第四高公寓，仅次于迪拜火炬大厦，以及HHHR塔。